# جبل حرير
جبل حرير أحد جبال اليمن، ومن أعظم جبال الضالع وأكبرها، وقد ورد ذكر اسم جبل حرير في كتاب «صفة جزيرة العرب» للهمداني، و«تاريخ القبائل اليمنية» للكاتب والمؤرخ حمزة علي لقمان، وتناوله العديد من المؤرخين والكتاب اليمنيين والعرب وكتب التاريخ والجغرافيا المدرسية، ويقع جبل حرير شرقي محافظة الضالع وضمن التقسيم الإداري لمديرية الحصين، ويبعد عن الضالع 20كم، وهو عبارة عن سلسلة جبلية تمتد من نقيل (المعدي) سيت جنوباً، وحتى ظاهرة العطري شمالاًً. وتتفرع منه جبال صغيرة وكتل صخرية ووديان وشعاب، وهاويات عميقة إلى الجهة الغربية والشرقية، وتنتهي السلسلة الجبلية عند الحماير والحسوة وسيلة غفينة في وادي شكع بالقرب من جبل عقرم، وعند لكمة النوب وسيلة الحمام والحازة غرباً، إلى قرية عدينة وحيد علي المطل على وادي مرات وعدينة شرقاً. ويحد جبل حرير من الجنوب والشرق مديرية حالمين ومن الشمال مديرية الشعيب ومن الغرب شكع وخلة والحصين وأرض الشاعري ويبلغ ارتفاعه (7800) قدم عن سطح البحر، وعلى قمة جبل حرير توجد مساحة مسطحة بنيت عليها القرى وشيدت المساكن هنا وهناك تتخللها الوديان والمدرجات الزراعية الخضراء.
اهم القبائل التي سكنت جبل حرير 
قبيلة آل الحريري في قرية عرشي
وقبيلة العجلمي في قرية عرشي 
وقبيلة العطري في قريبة الضاهرة 
والمرقدي في المرافده والعقوري في عدينة والضبوعي في حجله والجلوس والمفلحي قي عرشي وكذلك القضاه والمناصيب قي الفقهاء

## قرية الفقهاء
وفي أعلى قمة لجبل حرير تقع قرية الفقهاء، وهي من أكبر القرى وأقدمها في جبل حرير، وهي تعد المركز الرئيس وأكبر القرى في حرير، وشيدت مبانيها من حجارة القهر الصلدة، وسميت الفقهاء نسبة إلى الفقه إذ كان يوجد فيها قضاة وكتاب وثائق شرعية تخرجوا على يد علماء من جبلة يكتبون ويوثقون بين الناس. الحوطة هي امتداد لقرية الفقهاء ويوجد فيها بعض المحلات، وفيها يتم تسويق المنتجات الزراعية ويوجد فيها المركز الصحي، ومدرسة ثانوية بنيت عام 2000 م وفي الطرف الجنوبي لجبل حرير تقع قرى المرافدة والحردود وحجلة والجوس والميهرة والمصنعة، وعلى مقربة من هذه القرى، وفي موقع متوسط لقرى جبل حرير تقع مدرسة موحدة للبنين والبنات شيدت عام 1950و وهي أول مدرسة بنيت في حرير من قبل بريطانيا تعرف باسم سكول.

## الطرف الشمالي
```
أما الطرف الشمالي لجبل حرير فيشمل قرية عدينة وهي من أكبر القرى في الجبل وتمتاز بزراعة البُن والحبوب ووفرة المياة وقرية عرشي وهي قرية زراعية تمتاز بوفرة المياه وهي اصل الجبل.
```

```
 وتسكنها قبيلة الحريري والعَجلَمَي (كما ورد ذكرة في كتاب حمزه علي لقمان تاريخ القبائل اليمنية)ومؤاخرن قدم اليها بعض من قبائل المفلحي والظاهرة التي تشتهر بزراعة البن ويسكنها قبيلة العطري ومرات وتمتاز بسعة الأراضي والابار السطحية، وقرية عرشي تسكنها قبيلة الحريري التي تعتبر من اول القبائل التي سكنت في الجبل ،وهذه القرى المذكورة تقع على قمة جبل حرير من الجنوب إلى الشمال أما القرى المتعلقة بجبل حرير من الشرق إلى الغرب فتشمل قرى الغشة، حصن البدوي، عسيقة، مشيرعة، مثعد، وهذه القرى تقع نهاية السلسلة الجبلية لحرير من جهة الشرق. أما القرى المتعلقة بحرير من جهة الغرب فتشمل المعاريض، القبل، عزن، لكلمة النواب، القرمة وعتابة ومن أعلى قمة في جبل حرير ناحية الشمال الشرقي يوجد علم ماعود. (ولي على قمة جبل) يمكن مشاهدة وبوضوح ميناء عدن والمطار والمنطقة الحرة من ناحية الجنوب، كما تشاهد جبال يافع وجبال حالمين من جهة الشرق، وتشاهد جبل العوابل وجبل مريس المحاذي لجبل حرير من جهة الشمال وجبل جحاف من ناحية الغرب. (حرير)، يُعتقد أنه المواطن الأصلي لآل الحريري. حيث يشير محمد عبد القادر بامطرف في كتابه «الجامع» الجزء الأول (ص 346) أعلام المهاجرين المنتسبين إلى اليمن وقبائلهم «الحرير بطن من بني الأزدية من أكبر عشائر حوران إحدى محافظات الجمهورية السورية تملك 18 قرية، وكانت قد انتقلت من البصرة إلا فرقة بقيت بها».
```

## أصل التسمية
فإن المواطن الأصلي لآل الحريري هو جبل حرير ويعود الأصل التاريخي إلى حرير بن الحارث بن زيد بن يريم ذو رعين، ونسلهم من آل الحريري ومنهم شمس الدين وآل فخر الدين، ومنهم من عاش في هذا الجبل ومنهم من هاجر إلى أماكن أخرى، ومنهم من استقر في عدن ويدعى (بآل الحريري). المعالم التاريخية والآثارية في جبل حرير العديد من المعالم التاريخية والآثار مما يدل على أن الإنسان القديم سكن في قمم جبل حرير حيث توجد بعض النقوش والكتابات القديمة على رمة وعتابة ومن أعلى قمة في جبل حرير ناحية الشمال الشرقي يوجد علم ماعود. (ولي على قمة جبل) يمكن مشاهدة وبوضوح ميناء عدن والمطار والمنطقة الحرة من ناحية الجنوب، كما تشاهد جبال يافع وجبال حالمين من جهة الشرق، وتشاهد جبل العوابل وجبل مريس المحاذي لجبل حرير من جهة الشمال وجبل جحاف من ناحية الغرب. (حرير) يُعتقد أنه المواطن الأصلي لآل الحريري. حيث يشير محمد عبد القادر بامطرف في كتابه «الجامع» الجزء الأول (ص 346) أعلام المهاجرين المنتسبين إلى اليمن وقبائلهم «الحرير بطن من بني الأزدية من أكبر عشائر حوران إحدى محافظات الجمهورية السورية تملك 18 قرية، وكانت قد انتقلت من البصرة إلا فرقة بقيت بها». ومنها فإن المواطن الأصلي لآل الحريري هو جبل حرير ويعود الأصل التاريخي إلى حرير بن الحارث بن زيد بن يريم ذو رعين، ونسلهم من آل الحريري ومنهم شمس الدين وآل فخر الدين، ومنهم من عاش في هذا الجبل ومنهم من هاجر إلى أماكن أخرى، ومنهم من استقر في عدن ويدعى (بآل الحريري). المعالم التاريخية والآثارية في جبل حرير العديد من المعالم التاريخية والآثار مما يدل على أن الإنسان القديم سكن في قمم جبل حرير حيث توجد بعض النقوش والكتابات القديمة على رمة وعتابة

## أعلي قمة في الجبل
ومن أعلى قمة في جبل حرير ناحية الشمال الشرقي يوجد علم ماعود. (ولي على قمة جبل) يمكن مشاهدة وبوضوح ميناء عدن والمطار والمنطقة الحرة من ناحية الجنوب، كما تشاهد جبال يافع وجبال حالمين من جهة الشرق، وتشاهد جبل العوابل وجبل مريس المحاذي لجبل حرير من جهة الشمال وجبل جحاف من ناحية الغرب. (حرير) يُعتقد أنه المواطن الأصلي لآل الحريري. حيث يشير محمد عبد القادر بامطرف في كتابه «الجامع» الجزء الأول (ص 346) أعلام المهاجرين المنتسبين إلى اليمن وقبائلهم «الحرير بطن من بني الأزدية من أكبر عشائر حوران إحدى محافظات الجمهورية السورية تملك 18 قرية، وكانت قد انتقلت من البصرة إلا فرقة بقيت بها». ومنها فإن المواطن الأصلي لآل الحريري هو جبل حرير ويعود الأصل التاريخي إلى حرير بن الحارث بن زيد بن يريم ذو رعين، ونسلهم من آل الحريري ومنهم شمس الدين وآل فخر الدين، ومنهم من عاش في هذا الجبل ومنهم من هاجر إلى أماكن أخرى، ومنهم من استقر في عدن ويدعى (بآل الحريري). المعالم التاريخية والآثارية في جبل حرير العديد من المعالم التاريخية والآثار مما يدل على أن الإنسان القديم سكن في قمم جبل حرير حيث توجد بعض النقوش والكتابات القديمة على قمة الجبل، وفي الكتل الصخرية وبعض الصخور القديمة والسدود المنحوتة في الجبل والمدافن المحفورة وبعض الحصون القديمة، ونعتقد أن لها ارتباطاً بآثار جبل عقرم في شكع ويعد (حرير) مخلافاً من مخاليف سرو حمير، ومن أوديته وساكنيه وهو جزء من الأعضود. (شرعة والحنكة للأعضود وشكع وخلة للأعضود وبني المهاجر وسمح للأعضود وجبالها حرير..